# Campyloneurus serenimanus
Campyloneurus serenimanus är en stekelart som först beskrevs av Günther Enderlein 1920.  Campyloneurus serenimanus ingår i släktet Campyloneurus och familjen bracksteklar. Inga underarter finns listade.